# Klorát-reduktáz
A klorát-reduktáz (EC 1.97.1.1) az alábbi reakciót katalizáló enzim:
{\displaystyle {\ce {AH2 +ClO3- <=>A +H2O +ClO2-}}}
Vagyis az enzim két szubsztrátja egy redukált elektronakceptor (AH2) és a klorát, a 3 termék egy oxidált elektronakceptor (A), a víz és a klorit. Rokona a perklorát-reduktáznak, mely klorátot és perklorátot is képes redukálni.
Ez az enzim az oxidoreduktázok családjába tartozik. Az enzimcsoport szabályos neve klorit:akceptor oxidoreduktáz. Ezenkívül nevezik még klorát-reduktáz C-nek is.

## Előfordulás, reakciómechanizmus
Az enzim számos baktériumban előfordul, például Ideonella dechloratansban és Pseudomonas chloritidismutansban, és lehetővé teszi a klorátlégzést. Ez utóbbi faj klorát-reduktáza képes a bromát redukciójára is, azonban a P. chloritidismutans nem képes kizárólag bromátot energiaforrásként használni.
Az Ideonella dechloratansban a klorát-reduktáz a citokróm c-vel és sok más későbbi génnel együtt íródik át, azonban csak a klorát-reduktáz és a klorit-dizmutáz génjeinek kifejeződése volt in vivo kimutatható. A citokróm c a klorátredukcióban feltehetően elektronhordozó, itt redoxipotenciálja +261 mV, a szelenátredukció +282 mV-jánál kicsit kisebb.

## Szerkezet
A klorát-reduktázok részeit a clrA, a clrB, a clrC és a clrD gének kódolják, ezek sorrendje miatt a fehérjét nevezik clrABDC-nek is. A clrA, clrB és clrC gének az alegységeket kódolják, a clrD egy meghatározott chaperont.

## Lehetséges használat
A klorát-reduktázok feltehetően használhatók klorátok halogénalkanoátok oxidálásával együtt történő redukciójára, egyszerre téve lehetővé két szennyezőanyag-típus bontását. Ennek oka, hogy a klorát klorittá, majd kloriddá való redukciójakor oxigén keletkezik, mely felhasználható a halogénalkanoátok oxidálására.

## Fordítás
Ez a szócikk részben vagy egészben  a   Chlorate reductase című angol Wikipédia-szócikk ezen változatának fordításán alapul.  Az eredeti cikk szerkesztőit annak laptörténete sorolja fel. Ez a jelzés csupán a megfogalmazás eredetét és a szerzői jogokat jelzi, nem szolgál a cikkben szereplő információk forrásmegjelöléseként.